# مات غونزاليس
مات غونزاليس (بالإنجليزية: Matt Gonzalez)‏ هو ناشط سلام ومحامي وسياسي أمريكي، ولد في 4 يونيو 1965 في الولايات المتحدة.